# Zamek Świętego Jerzego w Lizbonie
Zamek Świętego Jerzego (port. Castelo de São Jorge) – zamek położony w jednej z najstarszych części Lizbony i górujący nad nią. Został zbudowany przez Maurów w początkach XII wieku na fundamentach poprzedniej budowli i służył jako twierdza. Chrześcijańscy królowie Portugalii rozbudowali go do dzisiejszych rozmiarów.
W 1147 r. został zdobyty w trakcie oblężenia Lizbony przez Alfonsa I Zdobywcę. Według jednej z legend, rycerz imieniem Martin Moniz, zauważając, że jedne z wrót są otwarte, własnym ciałem uniemożliwił ich zamknięcie. Rycerz zginął, ale w ten sposób umożliwił zdobycie zamku. Po przeniesieniu stolicy Portugalii z Coimbry do Lizbony zamek stał się siedzibą dworu. Za panowania króla Dionizego I, w 1300 r., zamek został gruntownie wyremontowany. Pod koniec XIV w. na polecenie króla Jan I patronem zamku został ogłoszony Święty Jerzy.
Kiedy na początku XVI w. król Manuel I kazał wybudować pałac nad Tagiem, Zamek św. Jerzego stracił na znaczeniu. W 1531 r. został uszkodzony w czasie trzęsienia ziemi. W 1569 Sebastian I nakazał jego rekonstrukcję, celem ustanowienia z niego swej rezydencji. W czasie hiszpańskiego panowania zamek służył jako koszary i więzienie.
W czasie trzęsienia ziemi w 1755 r. zamek został poważnie zniszczony. Przyczyniło się to do jego degradacji i upadku.
Dopiero w latach trzydziestych XX w. podjęto prace konserwatorskie. Zamek stał się wtedy atrakcją turystyczną, szczególnie, że ze wzgórza zamkowego roztaczają się piękne widoki na stolicę Portugalii.